# Kyllinga urbanii
Kyllinga urbanii är en halvgräsart som beskrevs av Georg Kükenthal. Kyllinga urbanii ingår i släktet Kyllinga och familjen halvgräs. Inga underarter finns listade i Catalogue of Life.